# Deutsch-Russisches Forum – Zukunft braucht Vergangenheit
Das Deutsch-Russische Forum – Zukunft braucht Vergangenheit ist eine Veranstaltungsreihe, die seit 2008 von der Landsmannschaft Ostpreußen abwechselnd in der russischen Oblast Kaliningrad und in Deutschland organisiert wird. Zunächst fand dieses Treffen jährlich statt, seit 2014 alle zwei Jahre. 
Teilnehmer dieses Kulturforums sind neben deutschen Funktionsträgern der Kreisgemeinschaften der Landsmannschaft und Vertretern der russischen kommunalen Gebietskörperschaften der Oblast Kaliningrad Museumsleiter, Archivare und Bibliothekare sowie weitere Kulturschaffende aus beiden Ländern. Brigitte Stramm, Vorstandsmitglied der Landsmannschaft Ostpreußen, ist Veranstaltungsleiterin.
Ziel der Veranstaltungen ist ein Meinungsaustausch und die Vorbereitung von gemeinsamen Kulturprojekten und Kultur erhaltenden Maßnahmen in der Oblast Kaliningrad.

## Bisherige Treffen
Die bisherigen Treffen fanden meist Mitte Oktober statt.
| Jahr | Ort                                                       |
| ---- | --------------------------------------------------------- |
| 2008 | Kaliningrad                                               |
| 2009 | Lüneburg                                                  |
| 2010 | Gussew Dom kultury                                        |
| 2011 | Nürnberg und Ellingen                                     |
| 2012 | Kaliningrad Deutsch-Russisches Haus                       |
| 2013 | Duisburg Konferenz- und Beratungszentrum Der Kleine Prinz |
| 2014 | Sowetsk                                                   |
| 2016 | Berlin Bonhoeffer-Haus                                    |
| 2018 | Tschernjachowsk Hotel Kotschar                            |
| 2020 | ausgefallen aufgrund der COVID-19-Pandemie                |
| 2022 | Lüneburg (war geplant, fand aber nicht statt)             |

## Teilnehmer (Auswahl)
- Wilhelm von Boddien, Geschäftsführer des Fördervereins für den Wiederaufbau des Berliner Schlosses
- Alla Fjodorowna, Direktorin des Staatlichen Archivs der Oblast Kaliningrad (GAKO)
- Wladimir Gilmanow, Professor an der Universität Kaliningrad
- Leonard Kalinnikow, Präsident der All-russischen Kant-Gesellschaft
- Wjatscheslaw Kent, Leiter des Heimatmuseums in Slawsk (Heinrichswalde)
- Irina Lobenko, Leiterin des Heimatmuseums in Wladimirowo (Tharau)
- Henning von Löwis, ehemaliger Rundfunk-Journalist
- Joachim Mähnert, Direktor des Ostpreußischen Landesmuseums
- Anna Michejewa, Leiterin des kulturhistorischen Museums in Gwardeisk (Tapiau)
- Markus Podehl, Architekt und Publizist
- Swetlana Sokolowa, ehemalige Leiterin des Museums im Friedländer Tor und seit 2013 Direktorin des Kaliningrader Zoos.
- Anschelika Schpiljowa, bis 2018 Direktorin des stadtgeschichtlichen Museums von Sowetsk (Tilsit)
- Dimitri Suchin, Vorstandsmitglied der Berliner  Scharoun-Gesellschaft
- Juri Userzow, Leiter des Heimatmuseums in Uljanowo (Kraupischken)